# Dickkopfnonne
Die Dickkopfnonne (Lonchura melaena), auch Rostbäuchige Trauernonne oder Dickkopf-Schilffink genannt, ist eine Art aus der Familie der Prachtfinken. Es werden zwei Unterarten unterschieden.

## Beschreibung
Die Dickkopfnonne erreicht eine Körperlänge von elf Zentimeter. Es besteht kein ausgeprägter Sexualdimorphismus. Der Kopf und der Vorderrücken sind schwarz. Der übrige Rücken sowie die Flügel sind bräunlich schwarz. Der hintere Bürzel ebenso die Oberschwanzdecken sind dagegen sehr hell rötlich braun. Die Schwanzfedern sind schwarzbraun, wobei die beiden mittleren Schwanzfedern breit braungelb gesäumt sind. Die Brust, die Schenkel und die Unterschwanzdecken sind schwarz wie der Kopf, die übrige Körperunterseite ist dagegen hell zimtbraun. An den Körperseiten finden sich schwarze Querflecken. Der Schnabel ist ungewöhnlich kräftig.
Jungvögel sind an Kopf, Kehle und der ganzen Oberseite dunkelbraun.

## Verbreitung und Lebensweise
Die Nominatform Lonchura melaena melaena besiedelt die Insel Neubritannien im Bismarck-Archipel. Die Unterart Munia melaena bukarensis kommt dagegen auf der Insel Buka vor. Der Lebensraum der Dickkopfnonne ist Grasland und grasdurchwachsenes Buschland. Sie sind regelmäßig in größeren Schwärmen zu beobachten.
Die Nahrung der Dickkopfnonne besteht fast ausschließlich aus Grassamen. Auf Neubritannien brüten Dickkopfnonnen fast ganzjährig, auf Buka fällt die Brutzeit dagegen in die Monate Dezember und Januar. Die Nester werden kolonienweise im hohen Gras angelegt. Das Gelege besteht aus drei bis sechs Eiern.

## Belege

### Einzelbelege
1. ↑   Nicolai et al., S: 223